# Stora Trettøyna
Stora Trettøyna est une île norvégienne du comté de Hordaland appartenant administrativement à Kjerrgarden.

## Description
Rocheuse et désertique, elle s'étend sur environ 220 m de longueur pour une largeur approximative de 185 m.  